# River Styx (Pine Lake)
Der River Styx ist ein kleiner Fluss im Marquette County in Michigan. 
Der Bach hat seinen Ursprung im Ives Lake auf der Oberen Halbinsel Michigans. Schon nach einem knappen Kilometer mündet er in den Third Lake genannten südlichsten Teil des Pine Lake. Auf seinem kurzen Weg überwindet der River Styx ungefähr 45 Höhenmeter, zum Teil durch eine Reihe kleiner Wasserfälle.